# Pandora (joalheria)
Pandora é uma empresa dinamarquesa de joalharia fundada em 1982 por Per e Winnie Enevoldsen, um casal de ourives dinamarqueses. 
A marca é conhecida pelas suas joias e contas personalizáveis que constituem a maioria das suas vendas. A Pandora desenha, fabrica e comercializa joias de acabamento manual a partir de metais de alta qualidade, a preços acessíveis. Todas as coleções são concebidas em Copenhaga e produzidas em duas fábricas certificadas LEED na Tailândia. 
As joias são comercializadas em mais de 6.500 pontos de venda, e distribuídas em mais de 100 países.
A Pandora está empenhada num desenvolvimento sustentável de excelência e, até 2025, apenas comprará prata e ouro reciclados para o fabrico das suas joias, ao mesmo tempo irá reduzir para metade as emissões de gases com efeito de estufa em toda a sua cadeia de valor até 2030. 
A empresa está cotada na bolsa de valores NASDAQ de Copenhaga e gerou vendas de 26,5 mil milhões de coroas dinamarquesas (3,6 mil milhões de euros) em 2022.
A Pandora é a primeira marca de joalharia do mundo em volume e a terceira em valor, depois das marcas Cartier e Tiffany & Co. 

## Fundação
Quando foi fundada em 1982, a Pandora era uma pequena ourivesaria em Copenhaga. Per e Winnie Enevoldsen, o casal fundador, aproveitaram a experiência de fabrico de joias produzidas na Tailândia. 
Após vários anos, os Enevoldsens focaram-se na criação das suas próprias joias e, em 1989, a empresa começou a fabricar os seus próprios modelos de jóias na Tailândia. Dois designers, Lone Frandsen e Lisbeth Larsen, desempenharam um papel importante na Pandora e ajudaram a definir o conceito e o estilo das jóias. 
A empresa comercializa anéis, colares e brincos, mas as suas joias mais vendidas são as pulseiras de contas personalizáveis, lançadas no mercado no ano 2000. Às pulseiras podem ser acrescentadas contas que possibilitam inúmeras combinações diferentes. 
A marca lança várias coleções por ano, oferecendo joias a preços acessíveis ao maior número possível de pessoas.

## Colaboradores e locais de produção
No final da década de 1980, a Pandora abriu o seu primeiro atelier de fabrico de joias na Tailândia. A empresa estabeleceu-se neste país devido à experiência única da joalharia local. Atualmente, os dois locais de produção existentes têm certificação LEED. 
A Pandora utiliza atualmente 61% de prata e ouro reciclados no fabrico das suas joias e está empenhada em atingir os 100% até 2025. A marca também tem como objetivo reduzir para metade as suas emissões de gases com efeito de estufa em toda a sua cadeia de valor até 2030.
A Pandora emprega 32.000 pessoas em todo o mundo. 

## Participação acionista e OPI
Em 2008, a empresa de capitais privados Axcel A/S (da) adquiriu 59,3% do capital da Pandora e tornou-se o seu acionista maioritário. A Axcel, que já detinha ações da marca de luxo Georg Jensen e da fábrica de porcelana Royal Copenhagen (en), estava interessada na Pandora devido ao êxito das suas pulseiras de contas e estava a preparar a sua oferta pública inicial.
A Pandora foi cotada na Bolsa de Valores de Copenhaga em outubro de 2010 e está incluída no índice OMX 20. Cerca de 40% do capital social da empresa foi colocado à venda. Após a OPI, a sua capitalização bolsista aumentou para 33,7 mil milhões de coroas (4,5 mil milhões de euros). A operação foi uma das maiores flutuações do ano na Europa.
Os lucros da empresa caíram em 2011, obrigando-a a emitir vários avisos de lucros. Em agosto, o preço das ações tinha perdido 70% do seu valor desde a sua admissão à cotação. A situação obrigou o Diretor-Geral Mikkel Vendelin Olesen a demitir-se. No final do ano, o Conselho de Administração e o seu Presidente Allan Leighton nomearam o norueguês Björn Gulden, nomeado CEO em março de 2012. No ano seguinte, foi recrutado pela Puma, e Leighton sucedeu-lhe como Diretor Executivo. Anders Colding Friis sucedeu-lhe em 2014 e o atual CEO, Alexander Lacik, assume a liderança do Grupo em 2019 para implementar o plano de recuperação da marca

## Vendas e distribuição

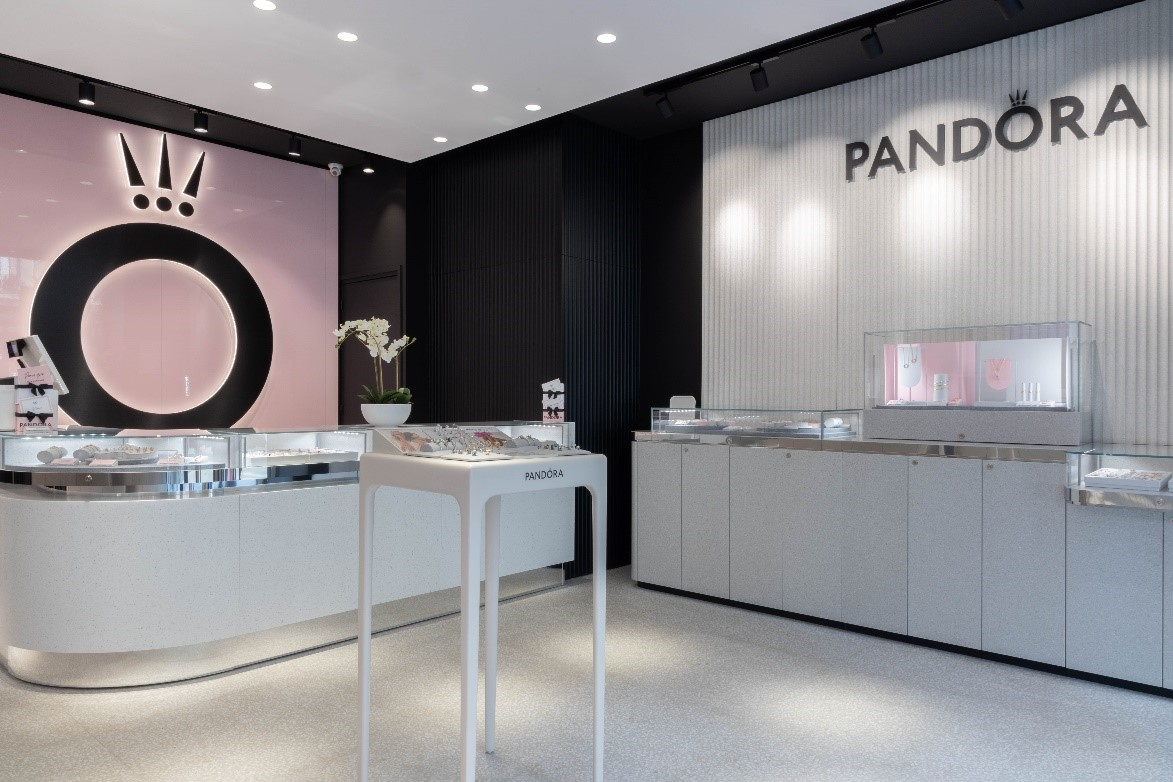

Entre 2021 e 2022, as vendas da Pandora aumentaram de 23,4 milhões de coroas dinamarquesas para 26,5 milhões de coroas dinamarquesas. As vendas de pulseiras e contas personalizáveis representam 81% do volume de vendas.
Desde a aquisição da Axcel, a Pandora desenvolveu a sua própria rede de distribuição. Em 2011, os produtos eram vendidos em 55 países e a rede de distribuição da joalharia incluía 10.000 pontos de venda em todo o mundo, incluindo 450 lojas próprias. Em 2022, as joias Pandora são vendidas em mais de 6.500 pontos de venda, em mais de 100 países, incluindo em 2.500 boutiques próprias.
Em 2006, a Pandora entrou em Portugal através da Visão do Tempo e foi gerida pelo distribuidor até 2022, altura em que o grupo dinamarquês a adquiriu. Atualmente, a Pandora tem 35 lojas próprias em Portugal, 2 corners no El Corte Inglés e 119 pontos de venda em lojas multimarca.

## Parceria com a Disney
Em 12 de agosto de 2014, a Pandora e a Disney iniciaram uma parceria que incluiu a presença da marca nos parques norte-americanos Walt Disney World Resort e Disneyland Resort e coleções especiais nas lojas Pandora e parceiros multimarca.

Em outubro do ano seguinte, a Pandora alargou a sua parceria comercial com a Disney, a partir de novembro de 2015 para incluir a Ásia-Pacífico, incluindo a Austrália, a China e o Japão e, depois, em 2017, alargou a parceria à Europa, África e Médio Oriente. 
Desde 2017, a Pandora tem vindo a desenvolver a sua parceria com a Disneyland Paris, onde a Pandora é distribuída numa seleção de hotéis, bem como, numa seleção de pontos de venda dentro do Disneyland Park e do Walt Disney Studios Park. 